# Lijst van voetbalinterlands Mexico - Trinidad en Tobago
Deze lijst van voetbalinterlands is een overzicht van alle officiële voetbalwedstrijden tussen de nationale teams van Mexico en Trinidad en Tobago. De landen speelden tot op heden 24 keer tegen elkaar. De eerste ontmoeting, een wedstrijd tijdens het CONCACAF-kampioenschap 1967, werd gespeeld in Tegucigalpa (Honduras) op 12 maart 1967. Het laatste duel, een groepswedstrijd tijdens de CONCACAF Gold Cup 2021, vond plaats op 10 juli 2021 in Arlington (Verenigde Staten).

## Wedstrijden
| №  | Plaats          | Datum            | Competitie                  | Wedstrijd                   | Uitslag |
| -- | --------------- | ---------------- | --------------------------- | --------------------------- | ------- |
| 1  | Tegucigalpa     | 12 maart 1967    | CONCACAF-kampioenschap 1967 | Mexico – Trinidad en Tobago | 4 – 0   |
| 2  | San José        | 7 december 1969  | CONCACAF-kampioenschap 1969 | Mexico – Trinidad en Tobago | 0 – 0   |
| 3  | Port of Spain   | 26 november 1971 | CONCACAF-kampioenschap 1971 | Trinidad en Tobago – Mexico | 0 – 2   |
| 4  | Port-au-Prince  | 14 december 1973 | WK 1974 kwalificatie        | Trinidad en Tobago – Mexico | 4 – 0   |
| 5  | Port of Spain   | 11 november 1984 | Vriendschappelijk           | Trinidad en Tobago – Mexico | 0 – 2   |
| 6  | Oakland         | 4 februari 1998  | CONCACAF Gold Cup 1998      | Mexico – Trinidad en Tobago | 4 – 2   |
| 7  | San Diego       | 13 februari 2000 | CONCACAF Gold Cup 2000      | Mexico – Trinidad en Tobago | 4 – 0   |
| 8  | Port of Spain   | 23 juli 2000     | WK 2002 kwalificatie        | Trinidad en Tobago – Mexico | 1 – 0   |
| 9  | Mexico-Stad     | 8 oktober 2000   | WK 2002 kwalificatie        | Mexico – Trinidad en Tobago | 7 – 0   |
| 10 | Port of Spain   | 25 april 2001    | WK 2002 kwalificatie        | Trinidad en Tobago – Mexico | 1 – 1   |
| 11 | Mexico-Stad     | 5 september 2001 | WK 2002 kwalificatie        | Mexico – Trinidad en Tobago | 3 – 0   |
| 12 | Port of Spain   | 8 september 2004 | WK 2006 kwalificatie        | Trinidad en Tobago – Mexico | 1 – 3   |
| 13 | Puebla          | 13 oktober 2004  | WK 2006 kwalificatie        | Mexico – Trinidad en Tobago | 3 – 0   |
| 14 | Monterrey       | 8 juni 2005      | WK 2006 kwalificatie        | Mexico – Trinidad en Tobago | 2 – 0   |
| 15 | Port of Spain   | 12 oktober 2005  | WK 2006 kwalificatie        | Trinidad en Tobago – Mexico | 2 – 1   |
| 16 | Mexico-Stad     | 10 juni 2009     | WK 2010 kwalificatie        | Mexico – Trinidad en Tobago | 2 – 1   |
| 17 | Port of Spain   | 14 oktober 2009  | WK 2010 kwalificatie        | Trinidad en Tobago – Mexico | 2 – 2   |
| 18 | Atlanta         | 20 juli 2013     | CONCACAF Gold Cup 2013      | Mexico − Trinidad en Tobago | 1 − 0   |
| 19 | Charlotte       | 15 juli 2015     | CONCACAF Gold Cup 2015      | Mexico − Trinidad en Tobago | 4 − 4   |
| 20 | Sandy           | 4 september 2015 | Vriendschappelijk           | Mexico − Trinidad en Tobago | 3 − 3   |
| 21 | Port of Spain   | 28 maart 2017    | WK 2018 kwalificatie        | Trinidad en Tobago − Mexico | 0 − 1   |
| 22 | San Luis Potosí | 6 oktober 2017   | WK 2018 kwalificatie        | Mexico − Trinidad en Tobago | 3 − 1   |
| 23 | Toluca          | 3 oktober 2019   | Vriendschappelijk           | Mexico − Trinidad en Tobago | 2 − 0   |
| 24 | Arlington       | 10 juli 2021     | CONCACAF Gold Cup 2021      | Mexico − Trinidad en Tobago | 0 − 0   |

## Samenvatting
| Competitie        | Totaal gespeeld | Winst Mexico | Gelijk | Winst Trinidad en T. | Doelsaldo Mexico – Trinidad en T. |
| ----------------- | --------------- | ------------ | ------ | -------------------- | --------------------------------- |
| WK-kwalificatie   | 13              | 8            | 2      | 3                    | 28 − 13                           |
| CONCACAF Gold Cup | 8               | 5            | 3      | 0                    | 19 - 6                            |
| Vriendschappelijk | 3               | 2            | 1      | 0                    | 7 − 3                             |
| Totaal            | 24              | 15           | 6      | 3                    | 54 − 22                           |

FMF · A-internationals · Selecties · Bondscoaches · Statistieken · Mexicaans vrouwenelftal · Olympisch elftal · Mexico U21 · Mexico U20 · Mexico U19 · Mexico U18 · Mexico U17
1920 – 1949 ·
1950 – 1969 ·
1970 – 1979 ·
1980 – 1989 ·
1990 – 1999 ·
2000 – 2009 ·
2010 – 2019 ·
2020 – 2029
Copa América 1993 ·
Copa América 1995 ·
Copa América 1997 ·
Copa América 1999 ·
Copa América 2001 ·
Copa América 2004 ·
Copa América 2007 ·
Copa América 2011 ·
Copa América 2015 · 
Copa América 2016
WK 1930 ·
WK 1950 ·
WK 1954 ·
WK 1958 ·
WK 1962 ·
WK 1966 ·
WK 1970 ·
WK 1978 ·
WK 1986 ·
WK 1994 ·
WK 1998 ·
WK 2002 ·
WK 2006 ·
WK 2010 ·
WK 2014 · 
WK 2018
OS 1928 ·
OS 1948 ·
OS 1964 ·
OS 1968 ·
OS 1972 ·
OS 1976 ·
OS 1992 ·
OS 1996 ·
OS 2004 ·
OS 2012 ·
OS 2016 ·
OS 2020
1923 ·
1924–1927 ·
1928 ·
1929 ·
1930 ·
1931–1933 ·
1934 ·
1935 ·
1936 ·
1937 ·
1938 ·
1939–1946 ·
1947 ·
1948 ·
1949 ·
1950 ·
1951 ·
1952 ·
1953 ·
1954 ·
1955 ·
1956 ·
1957 ·
1958 ·
1959 ·
1960 ·
1961 ·
1962 ·
1963 ·
1964 ·
1965 ·
1966 ·
1967 ·
1968 ·
1969 ·
1970 · 
1971 · 
1972 · 
1973 · 
1974 · 
1975 · 
1976 · 
1977 · 
1978 · 
1979 · 
1980 · 
1981 · 
1982 · 
1983 · 
1984 · 
1985 · 
1986 · 
1987 · 
1988 · 
1989 · 
1990 · 
1991 · 
1992 · 
1993 · 
1994 · 
1995 · 
1996 · 
1997 · 
1998 · 
1999 · 
2000 · 
2001 · 
2002 · 
2003 · 
2004 · 
2005 · 
2006 · 
2007 · 
2008 · 
2009 · 
2010 · 
2011 · 
2012 · 
2013 · 
2014 · 
2015 · 
2016 ·
2017 ·
2018 ·
2019 ·
2020 ·
2021 ·
2022 ·
2023
Albanië ·
Algerije ·
Angola ·
Argentinië ·
Australië ·
België ·
Belize ·
Bermuda ·
Bolivia ·
Bosnië en Herzegovina ·
Brazilië ·
Bulgarije ·
Canada ·
Chili ·
China ·
Colombia ·
Congo-Kinshasa ·
Costa Rica ·
Cuba ·
Curaçao ·
DDR ·
Denemarken ·
Dominica ·
Duitsland ·
Ecuador ·
Egypte ·
El Salvador ·
Engeland ·
Estland ·
Fiji ·
Finland ·
Frankrijk ·
Gambia ·
Ghana ·
Griekenland ·
Guatemala ·
Guyana ·
Haïti ·
Honduras ·
Hongarije ·
Ierland ·
IJsland ·
Irak ·
Iran ·
Israël ·
Italië ·
Ivoorkust ·
Jamaica ·
Japan ·
Joegoslavië ·
Kameroen ·
Kroatië ·
Liberia ·
Luxemburg ·
Marokko ·
Martinique ·
Nederland ·
Nederlandse Antillen ·
Nicaragua ·
Nieuw-Zeeland ·
Nigeria ·
Noord-Ierland ·
Noord-Korea ·
Noorwegen ·
Oekraïne ·
Oezbekistan ·
Panama ·
Paraguay ·
Peru ·
Polen ·
Portugal ·
Qatar ·
Roemenië ·
Rusland ·
Saint Kitts en Nevis ·
Saint Vincent en de Grenadines ·
Saoedi-Arabië ·
Schotland ·
Senegal ·
Servië ·
Slovenië ·
Slowakije ·
Sovjet-Unie ·
Spanje ·
Suriname ·
Trinidad en Tobago ·
Tsjechië ·
Tsjecho-Slowakije ·
Tunesië ·
Uruguay ·
Venezuela ·
Verenigde Staten ·
Wales ·
Wit-Rusland ·
Zuid-Afrika ·
Zuid-Korea ·
Zweden ·
Zwitserland
Angola (2006) ·
Argentinië (2006) ·
Brazilië (1999) ·
Brazilië (2014) ·
Brazilië (2018) ·
Duitsland (2018) ·
Frankrijk (2010) ·
Iran (2006) ·
Kameroen (2014) ·
Kroatië (2014) ·
Nederland (2014) ·
Portugal (2006) ·
Uruguay (2010) ·
Zuid-Afrika (2010) ·
Zuid-Korea (2018) ·
Zweden (2018)
TTFF · A-internationals · Bondscoaches · Selecties · Statistieken · Olympisch elftal · Vrouwenelftal van Trinidad en Tobago · Trinidad U21 · Trinidad U19 · Trinidad U17
Gold Cup 1991 · 
Gold Cup 1993 · 
Gold Cup 1996 · 
Gold Cup 1998 · 
Gold Cup 2000 · 
Gold Cup 2002 · 
Gold Cup 2005 · 
Gold Cup 2007 · 
Gold Cup 2009 · 
Gold Cup 2011 · 
Gold Cup 2013
WK 2006
1934 · 
1935 · 
1936 · 
1937 · 
1938 · 
1939 · 
1940 · 
1941 · 
1942 · 
1943 · 
1944 · 
1945 · 
1946 · 
1947 · 
1948 · 
1949 · 
1950 · 
1951 · 
1952 · 
1953 · 
1954 · 
1955 · 
1956 · 
1957 · 
1958 · 
1959 · 
1960 · 
1961 · 
1962 · 
1963 · 
1964 · 
1965 · 
1966 · 
1967 · 
1968 · 
1969 · 
1970 · 
1971 · 
1972 · 
1973 · 
1974 · 
1975 · 
1976 · 
1977 · 
1978 · 
1979 · 
1980 · 
1981 · 
1982 · 
1983 · 
1984 · 
1985 · 
1986 · 
1987 · 
1988 · 
1989 · 
1990 · 
1991 · 
1992 · 
1993 · 
1994 · 
1995 · 
1996 · 
1997 · 
1998 · 
1999 · 
2000 · 
2001 · 
2002 · 
2003 · 
2004 · 
2005 · 
2006 · 
2007 · 
2008 · 
2009 · 
2010 · 
2011 · 
2012 · 
2013 · 
2014 ·
2015 ·
2016 ·
2017 ·
2018 ·
2019 ·
2020 ·
2021 ·
2022
Anguilla · 
Antigua en Barbuda ·
Argentinië ·
Azerbeidzjan · 
Bahama's ·
Bahrein · 
Barbados · 
Belize · 
Bermuda · 
Bolivia ·
Botswana · 
Britse Maagdeneilanden · 
Canada · 
Chili · 
China · 
Colombia · 
Costa Rica · 
Cuba · 
Curaçao · 
Dominicaanse Republiek ·
Ecuador ·
Egypte ·
El Salvador ·
Engeland ·
Estland ·
Finland ·
Grenada ·
Guatemala ·
Guyana ·
Haïti ·
Honduras ·
Ierland ·
IJsland ·
India ·
Irak ·
Iran ·
Jamaica ·
Japan ·
Jordanië ·
Kaaimaneilanden · 
Kenia · 
Koeweit ·
Marokko ·
Mexico ·
Montserrat ·
Nederlandse Antillen ·
Nicaragua ·
Nieuw-Zeeland ·
Noord-Ierland ·
Noorwegen · 
Oostenrijk · 
Panama ·
Paraguay ·
Peru ·
Puerto Rico ·
Roemenië ·
Saint Kitts en Nevis ·
Saint Lucia ·
Saint Vincent en de Grenadines ·
Saoedi-Arabië · 
Schotland ·
Slovenië ·
Suriname ·
Tadzjikistan ·
Taiwan ·
Thailand ·
Tsjechië · 
Uruguay · 
Venezuela · 
Verenigde Arabische Emiraten ·
Verenigde Staten ·
Wales · 
Zuid-Afrika ·
Zuid-Korea ·
Zweden
Engeland (2006) · 
Paraguay (2006) · 
Zweden (2006)